# Iglesia de San Andrés Apóstol (Rascafría)
La iglesia de San Andrés Apóstol es un templo católico del municipio español de Rascafría, en la Comunidad de Madrid.

## Descripción
La iglesia de San Andrés Apóstol se encuentra en la localidad madrileña de Rascafría, en el valle del Lozoya. Su origen se remonta al siglo XVI. Tras sufrir daños durante la guerra civil, ha experimentado varias restauraciones.
El 23 de septiembre de 1982 se incoó expediente para su declaración como monumento histórico-artístico junto a otros inmuebles de la provincia.